# Parcs nationaux de Lituanie
| \| Parc national d'Aukštaitija Parc national de Dzūkija Parc national de l'Isthme de Courlande Parc historique national de Trakai Parc national de Žemaitija \| Localisation des cinq parcs nationaux. |
| Parc national d'Aukštaitija Parc national de Dzūkija Parc national de l'Isthme de Courlande Parc historique national de Trakai Parc national de Žemaitija                                              |

Il existe 5 parcs nationaux lituanien. 
Tous ont été créés en 1991 après l'indépendance du pays. L'unique parc de la république socialiste soviétique de Lituanie fondé en 1974 a alors été restructuré et rebaptisé parc national d'Aukštaitija. 
Les parcs nationaux couvrent environ 2,3 % du territoire lituanien.

## Liste
| Nom                                    | Création | Surface (km²) | Municipalités                  | Régions                      | Catégorie IUCN |
| -------------------------------------- | -------- | ------------- | ------------------------------ | ---------------------------- | -------------- |
| Parc national d'Aukštaitija            | 1974     | 406           | Ignalina, Utena, et Švenčionys | Haute Lituanie (Aukštaitija) | V              |
| Parc national de Dzūkija               | 1991     | 559           | Varėna                         | Dzūkija                      | II             |
| Parc national de l'Isthme de Courlande | 1991     | 264           | Neringa                        | Petite Lituanie              | II             |
| Parc historique national de Trakai     | 1991     | 82            | Trakai                         | Dzūkija                      | II             |
| Parc national de Žemaitija             | 1991     | 217           | Plungė                         | Samogitie (Žemaitija)        | II             |